# Dallas Roberts
Dallas Mark Roberts (n. Houston, Texas; 10 de mayo de 1970) es un actor estadounidense de cine y  televisión. Conocido por sus papeles en The Good Wife y The Walking Dead y en la película Dallas Buyers Club.

## Biografía
Roberts nació y se crio en Houston, Texas, donde asistió a la Paul Revere Middle School y a la Robert E. Lee High School en 1990. Roberts fue aceptado en la Escuela Juilliard de Nueva York, donde se graduó en 1994, en el grupo División de Drama.[cita requerida]

## Trayectoria profesional
Roberts trabajó principalmente en la ciudad de Nueva York, donde aparece regularmente en producciones teatrales. Fuera de Broadway, ha aparecido en Lanford Wilson Burn This, junto a Edward Norton y Catherine Keener, en Nocturne Adam Rapp, por la que fue nominado a un Premio Drama Desk y en Caryl Churchill, donde hizo un número junto a Sam Shepard; más tarde también trabajó junto a Arliss Howard. Fue convocado para hacer su debut en Broadway como Tom Wingfield en El zoo de cristal, junto a Jessica Lange y Josh Lucas, pero fue reemplazado por Christian Slater durante los ensayos.[cita requerida]
Protagonizó la serie de la cadena AMC Rubicon, donde interpretó a Miles Fiedler. Fue una estrella invitada en cuatro episodios de la serie The Good Wife como el hermano de Alicia Florrick, interpretada por Julianna Margulies.[cita requerida]
A partir del 21 de agosto del 2012, Roberts se une al elenco de la serie The Walking Dead, interpretando el papel recurrente de Milton, un sobreviviente de la apocalipsis zombi que guarda refugio en Woodbury. También trabajó en la cinta Dallas Buyers Club.
En 2012 actúa en la película The Factory (Desaparecida) en el papel del asesino en serie Gary Gemeaux.
En 2018 apareció en la serie Insatiable, en la cual interpreta a un entrenador de la concursante de belleza y protagonista de la serie Patty (encarnada por Debby Ryan).

## Vida personal
Roberts está casado con la diseñadora escénica Christine Jones. Juntos la pareja tiene dos hijos.

## Filmografía seleccionada

### Cine y televisión
- A Home at the End of the World (2004)
- Walk the Line (2005)
- Winter Passing (2005)
- The Notorious Bettie Page (2005)
- The L Word (2006)
- Sisters (2006)
- Flicka (2006)
- Joshua (2007)
- Lovely By Surprise (2007)
- 3:10 to Yuma (2007)
- Ingenious (2009)
- Shrink (2009)
- Tell-Tale (2009)
- The River Why (2010)
- Rubicon (2010)
- Law & Order: Criminal Intent (2010)
- The Good Wife (2010–2016)
- The Factory (2012)
- The Grey (2012)
- The Walking Dead (2012–13), tercera temporada
- Dallas Buyers Club (2013)
- Shadow People (2013)
- Unforgettable (2013–2015)
- Chicago P.D. y Law & Order: Special Victims Unit (crossover de 2015)
- Mayhem (2017)
- My Friend Dahmer (2017)
- Insatiable (2018)
- Heartstrings (2019)